# Taura (gmina)
Taura – gmina w Niemczech, w kraju związkowym Saksonia, w okręgu administracyjnym Chemnitz, w powiecie Mittelsachsen, wchodzi w skład wspólnoty administracyjnej Burgstädt.

## Współpraca
Miejscowość partnerska:
- Deutsch Evern, Dolna Saksonia